# Fosterage
Le fosterage, également appelé confiage par certains auteurs, est une pratique sociale consistant à confier durablement un enfant à un membre de la parentèle pour son éducation.
Cette pratique, distincte de l'adoption et du don d'enfant, ne remet généralement pas en cause les liens reconnus avec les géniteurs de l'enfant.
L'ensemble constitué par le fosterage (ou confiage, nourissage), l'adoption et le don d'enfant constitue ce que certains chercheurs nomment la « circulation des enfants » dans une société donnée.
Cette pratique sociale est structurante des sociétés, au même titre que les mariages et alliances, les adoptions, qui créent des liens particuliers entre familles et clans. Elle relève donc de l'anthropologie comme de la sociologie, et se retrouve dans beaucoup de sociétés traditionnelles (Europe ancienne, Afrique, Inde, Océanie, Haïti…).

## Étymologie
Le terme de « fosterage », reviendrait au français dans la lttérature scientifique depuis l'anglais, puisque selon Marcel Mauss, il s'agit d'un « vieux nom normand ».
Une autre étymologie fait dériver « foster du vieil anglais *fostrian : "fournir de la nourriture, nourrir, soutenir", de fostor "nourriture, aliment, éducation", du proto-germanique *fostra-, issu de la forme étendue de la racine proto-indo-européenne *pa- "nourrir" ».

## Histoire
Le fosterage des sociétés antiques (Europe du nord, Celtes) est un mode de formation des jeunes garçons, entre l'enfance et le statut d'adulte. Il consiste, dans sa forme la plus exemplaire, à confier l'éducation des garçons à un oncle maternel. Il s'agit de l'éducation initiatique, c'est-à-dire du passage de jeune garçon à celui d'adulte.
Une fois passée l'enfance auprès de sa mère, le garçon est confié à son oncle maternel vers l'âge de sept ans. Il change de maison, et obéit désormais à son oncle. Son industrie (pastorale ou autre) profite à la maisonnée de son oncle. En contrepartie, celui-ci le nourrit, l'héberge, et assure sa formation, notamment cynégétique et militaire. Il s'agit donc d'une adoption quasi-plénière, bien que temporaire. Cette probation dure jusqu'à l'inclusion de l'adolescent dans la société des adultes, souvent sanctionnée par des rites initiatiques socialisés.
Si le fosterage est le plus souvent pratiqué entre l'enfant mâle et le frère de sa mère, il existe d'autres exemples où d'autres adultes peuvent être inclus, ou des filles.
La littérature celtique donne de nombreux exemples de fosterage dans les gestes héroïques : Cuchulainn, Fionn Mac Cumhaill, Tuan Mac Cairill chez les Irlandais, Kulhwch et Peredur chez les Gallois. Chez les Gallois, on retrouve un exemple de fosterage dans le Mabinogi de Pwyll, Prince de Divet : Pryderi, le fils de Pwyll, est confié dès l'âge de sept ans, selon la coutume, au seigneur Teyrnon.
Le lien ainsi créé est durable, comme on peut le voir dans les récits des héros celtes (Mabinogion), et se retrouve dans la langue médiévale avec des expressions spécifiques comme « beau neveu ». Cette expression peut être rapprochée de « beau-fils » ou « belle-fille », en ce qu'elle traduit une alliance clanique particulière.
En Basse Bretagne cette pratique a subsisté jusque dans les années 1930 et était appelée « sevrage » car la séparation intervenait vers l'âge de 3 à 4 ans quand les mères cessaient d'allaiter leurs enfants. Les enfants confiés étaient tant des garçons que des filles, souvent à des grands oncles ou tante, ainsi qu'à des couples stériles de l'entourage.

## Anthropologie, sociologie
Le fosterage est un usage très fréquemment rencontré dans les cultures matrilinéaires, où l'héritage se fait par les femmes. Si l'héritage de la propriété maternelle est direct, parfois celui du nom ou des titres, la transmission de l'héritage culturel des mâles en matière de chasse ou de guerre nécessite l'intervention d'un autre mâle. L'oncle maternel est donc le plus capable de transmettre cette culture initiatique, tout en restant proche de la filiation matrilinéaire.
En l'absence d'oncle, ou dans d'autres cultures, on choisira un autre mâle parmi la famille proche, les alliés, voire quelqu'un dont le statut social élevé (chef de tribu, roi ou prince) assurera au garçon un avenir convenable et une reconnaissance sociale.
Moyennant certaines précautions, il est possible de considérer cette captation momentanée ou définitive d'enfants comme un processus de circulation articulé à celui du mariage. Les relations entre ces deux institutions peuvent être envisagées comme des rapports d'implication, médiatisés ou directs, comme des rapports de substitution ou comme des rapports d'inclusion. Les circuits d'adoption-fosterage, lorsqu'ils se répètent à travers le temps, peuvent soit emprunter des trajets spécifiques, soit se modeler sur des circuits matrimoniaux connus.
Le fosterage est une contribution des lignages familiaux ou claniques à la pérennité des sociétés, c'est pourquoi on peut en rapprocher des pratiques sociales mieux connues en Occident, comme celles de la pédérastie grecque, de l'adoption romaine, ou encore des pages et écuyers de l'époque médiévale.

## Le fosterage contemporain
Le fosterage est encore pratiqué en Afrique (Côte d'Ivoire notamment), où on constate en milieu urbain occidentalisé des dérives préjudiciables, parfois exportées (les « bonnes » ivoiriennes).
En Haïti, ces enfants ont une dénomination particulière, les restaveks.